# Chevrolet Stylemaster
La Stylemaster Serie DJ (nota anche come Stylemaster) è stata un'autovettura full-size prodotta dalla Chevrolet dal 1946 al 1948.

## Storia
Il modello fu introdotto nel 1946 come sostituto della Master Deluxe. Le due vetture erano simili sia meccanicamente che esteticamente. La Stylemaster era offerta in versione berlina due e quattro porte e coupé due porte.
La Stylemaster era dotata di un motore a sei cilindri in linea e valvole in testa da 3.548 cm³ di cilindrata che sviluppava 90 CV di potenza. Il cambio era a tre rapporti sincronizzati con leva sul piantone dello sterzo. La trazione era posteriore.
Nel 1947 e nel 1948 la calandra fu aggiornata. Gli esemplari assemblati furono 459.228.